# 昇利化工高屏溪污染事件
昇利化工高屏溪污染事件又稱高屏溪廢溶劑污染事件、高屏溪污染事件，是一宗發生在中華民國（臺灣）高雄縣（今高雄市）的水污染事件，是臺灣歷史上最嚴重的河川污染事件。

## 背景
2000年7月13日，行政院環保署接獲民眾報案指稱旗山溪發現大量死魚，同時間經濟部水利處第七河川局亦接獲高雄縣政府環保局通知高屏溪攔河堰上游旗山溪大洲大橋遭人非法傾倒廢棄溶劑等有害事業廢棄物造成水質嚴重污染。由於高屏溪乃提供了大高雄地區民生用水，臺灣自來水公司為顧及民生用水安全，立即停止大樹攔河堰與九曲堂取水站抽取高屏溪原水，導致大高雄地區部分地區停水及減壓供水，總計大高雄地區約有幾十萬用戶停水6天，造成民眾極大不便。

## 調查
環保單位追查發現，長興化工公司路竹廠每月產生的有害廢溶劑申報不實，均集中混雜在路竹廠內貯存槽，其餘廢棄物均委外處理。自1997年起，長興化工將成分包括酚、二甲苯、苯、乙苯和苯乙烯等具有毒物質之廢溶劑偽稱為次級溶劑，規避廢棄物申報規範，且協議由昇利公司承包清理業務，藉此逃避環保稽查，長興公司委託昇利公司代處理該廢溶劑數量高達1萬3千8百餘公噸，均傾倒在臺灣西部各溪流、山澗、溝渠。廢溶劑的槽車司機亦供稱廢棄溶劑來自生產銅箔基版、聚苯乙烯、特殊化學品及聚酯樹脂等產品之長興化工公司路竹廠。

## 起訴及判決
高屏溪污染事件影響南臺灣數百萬人的飲水安全，2000年8月15日，高雄地檢署偵結起訴，依照刑法殺人未遂、妨害公眾飲水罪，以及廢棄物清理法、土壤及地下水污染整治法、商業會計法等罪名，將長興化工董事長及昇利公司總經理等人提起公訴並求處無期徒刑，另請求法院判處長興化工及昇利公司各罰金新台幣2億6千萬元及1億6千萬元。高雄高分院於2003年5月二審宣判16名被告分別判處一年10個月到10年不等的徒刑。臺灣自來水公司事後並向非法傾倒有毒廢棄物的長興公司等19名被告索賠，高雄地方法院於2004年8月25日判決臺灣自來水公司勝訴，可獲賠三千九百五十三萬元。